# أليوت إي. كوهن
أليوت إي. كوهن (بالإنجليزية: Elliot E. Cohen)‏ هو صحفي أمريكي، ولد في 14 مارس 1899 في دي موين في الولايات المتحدة، وتوفي في 28 مايو 1959 في نيويورك في الولايات المتحدة.